# Теоригита Баркингская
Теоригита (др.-англ. Theorigitha; ум.а ок. 681/700), также известная как Тортгита, Тордгита или Торктгида (др.-англ. Tortgith, Thordgith, Thorctgyd) — святая из Баркинга. Дни памяти — 25 января, 26 января.
Теоригита оказалась в монастыре Баркинг при святой Этельдреде (память 23 июня). Она дружила с основательницей монастыря, Этельбургой (память 12 октября). Теоригита явила чудо терпения при страданиях, ревность и много работала с молодёжью. Она шесть лет страдала от паралича (669—675) и сподобилась видения Этельбургу непосредственно перед её кончиной. Через три года, утратив способность говорить, она вновь сподобилась видения Этельбурги, с которой разговаривала о неизбежной смерти. Её слова, но не слова Этельбурги, были записаны свидетелями и отправлены Беде Достопочтенному.